# Quận của tỉnh Dordogne
4 quận của tỉnh Dordogne gồm:
1. Quận Bergerac, (quận lỵ: Bergerac) với 14 tổng và 159 xã. Dân số của quận này là 102.282 người năm 1990, 103.105 người năm 1999, tăng trưởng dân số là 0.8%.
2. Quận Nontron, (quận lỵ: Nontron) với 8 tổng và 80 xã. Dân số của quận này là 43.749 người năm 1990, và 41.782 người năm 1999, tăng trưởng dân số là 4.5%.
3. Quận Périgueux, (tỉnh lỵ của tỉnh Dordogne: Périgueux) với 18 tổng và 196 xã. Dân số của quận này là 171.912 người năm 1990, và 173.821 người năm 1999, tăng trưởng dân số là 1.11%.
4. Quận Sarlat-la-Canéda, (quận lỵ: Sarlat-la-Canéda) với 10 tổng và 122 xã. Dân số của quận này là 68.422 người năm 1990, và 69.585 người năm 1999, tăng trưởng dân số là 1.7%.